# Battaglia di Pljevlja
La battaglia di Pljevlja fu un'offensiva dell'Esercito Popolare di Liberazione della Jugoslavia diretto a sbloccare l'assedio della cittadina di Pljevlja, in Montenegro; la brigata partigiana Kom, guidata dal generale Arso Jovanović, venne respinta dalle truppe della 5ª Divisione alpina "Pusteria" di stanza nella regione.

## Antefatti
Il 1º novembre 1941 il comando popolare jugoslavo aveva pianificato un attacco generale contro la guarnigione di Pljevlja. Arso sapeva che gli italiani erano a conoscenza dell'attacco imminente.

## Forze in campo
Secondo Jovanovic la battaglia "sarebbe stata breve"; egli disponeva di distaccamenti dalle brigate Kom, Zeta e Bijeli Pavle per un totale di 4000 uomini.
Gli italiani disponevano di reparti della divisione 5° Pusteria quantificabili in 2000 soldati.

## La battaglia
L'attacco jugoslavo iniziò alle 01:30 del 1º dicembre 1941 dopo azioni dimostrative nell'abitato di Bucje; per contrastarlo gli italiani ricorsero a tutte le forze disponibili, riuscendo a respingere l'assalto dopo sedici ore.
I partigiani subirono forti perdite, anche a causa del supporto d'artiglieria da parte italiana.

## Conclusione
A seguito della battaglia, molti partigiani disertarono presso i Cetnici e i partigiani furono espulsi dal Montenegro. Numerosi furono i casi di dissidi interno (contro la "lijeva skretanja", la "deviazione a sinistra" di gruppi più estremi) e le uccisioni di prigionieri. Dal canto loro, gli italiani e le milizie dello Stato indipendente croato iniziarono una dura repressione, mentre gli insorti premettero per una riorganizzazione dell'esercito (includendo il reclutamento femminile).